# Yang Hyŏng Sŏp
Yang Hyŏng Sŏp (양형섭, ur. 1 października 1925 w Hamhŭng, zm. 13 maja 2022) – północnokoreański polityk, weteran wojny koreańskiej, przewodniczący Prezydium Najwyższego Zgromadzenia Ludowego w latach 1983–1998.